# Primus (Transformers)
Pour les articles homonymes, voir Primus.
Primus est un personnage de l'univers Transformers. Opposé positif d'Unicron, il est ce qui correspond au Dieu des Transformers. Comme Unicron, il se transforme en planète, et Cybertron n'est en réalité autre que son corps physique. Primus a créé les Transformers dans certaines versions (alors qu'ils ont été créés par les Quintessons dans la série animée originale) afin de l'aider à lutter contre Unicron.